# Дмитриевка (Зубово-Полянский район)
Дмитриевка — посёлок в Зубово-Полянском районе Мордовии России. Входит в состав Уголковского сельского поселения.

## История
Основан в 1928 году переселенцами из села Зарубкино. Назван по имени первопоселенца Дмитрия Сарайкина.

## Население
| 2002 | 2010 |
| ---- | ---- |
| 0    | ↗1   |